# Rádio Bandeirantes São Paulo
Rádio Bandeirantes São Paulo é uma emissora de rádio brasileira sediada em São Paulo, capital do estado brasileiro homônimo. Opera no dial FM nas frequências de 86,3 MHz da banda estendida e 90,9 MHz, e é uma emissora própria e geradora da Rede Bandeirantes de Rádio. Seus estúdios estão localizados no bairro do Morumbi, na sede do Grupo Bandeirantes de Comunicação. Os transmissores da FM 86,3 localizam-se na Torre da TV Bandeirantes, na região da Avenida Paulista. A concessão da FM 90,9 pertence à Vip Rádio e Televisão Ltda., pela afiliada Vip FM, que tem concessão em Itanhaém e sede em São Bernardo do Campo, onde atualmente está a torre de transmissão da emissora, na Rodovia dos Imigrantes. A Vip FM retransmite o sinal da Rádio Bandeirantes cobrindo com som local o sul e centro-leste da Grande São Paulo e grande parte da Baixada Santista, inclusive uma porção do litoral sul paulista, além de usar reforçadores de sinal para melhorar sua cobertura e recepção na região.

## História
A emissora, inicialmente chamada de Sociedade Bandeirante de Radiodifusão, foi inaugurada na noite de 6 de maio de 1937 por José Pires Oliveira Dias na Rua São Bento, centro de São Paulo, onde sediou seus estúdios e um auditório. InicIalmente transmitiu apenas programas musicais e de entretenimento.
Seus primeiros locutores foram Joaquim Carlos Nobre, Tito Lívio Fleury Martins, Mário de Carvalho Araújo e Plínio Freire de Sá Campello. No ano seguinte, Otávio Gabus Mendes assumiu a direção artística e lançou, entre outras atrações, o boletim Bandeirantes Repórter e o programa Síntese, com as principais notícias da semana. Em setembro de 1939, com o início da Segunda Guerra Mundial, entrou no ar o informativo Panorama da Guerra.
Em 1944, a emissora foi adquirida por Paulo Machado de Carvalho, dono das rádios Record, Panamericana, Excelsior e da Rede de Emissoras Unidas. Três anos depois ele vendeu a rádio para Adhemar de Barros, que um ano depois a repassou para seu genro, João Jorge Saad.
Nas décadas de 1940, 1950 e 1960, a Bandeirantes lançou programas musicais de enorme audiência, como Brasil Caboclo com o Capitão Barduíno, Onde canta o Sabiá com o Comendador Biguá, Serra da Mantiqueira com Zacarias Mourão, Na beira da Tuia com Tonico e Tinoco,Almoço à Brasileira com Moraes Sarmento, Telefone pedindo Bis com Enzo de Almeida Passos, Na Toca do Pica-Pau com Walter Silva, Não diga não com Miguel Vaccaro Neto, e Arquivo Musical, que estreou em 1963 e saiu do ar em dezembro de 2020. No início dos anos 1960, Alexandre Kadunc criou a equipe Os Titulares da Notícia que contava, entre outros locutores, com Humberto Marçal e Fábbio Perez. Em 1962, Vicente Leporace estreou O Trabuco, que ficou no ar até sua morte em abril de 1978, sendo o antecessor do Jornal Gente. No mesmo ano, estreou o jornal matutino Primeira Hora.
Em 1972, Hélio Ribeiro lançou o Correspondente Musical (posteriormente O Poder da Mensagem) e no ano seguinte os programas jornalísticos O Pulo do Gato com Gioia Júnior e depois com José Paulo de Andrade e também Ciranda da Cidade.
A transmissão em FM foi inaugurada em 1975 na frequência de 96,1 MHz, hoje utilizada pela Band FM. Em agosto de 1999 iniciaram as transmissões em 90,9 MHz, com a antena instalada em São Bernardo do Campo e não na tradicional torre da TV Bandeirantes.

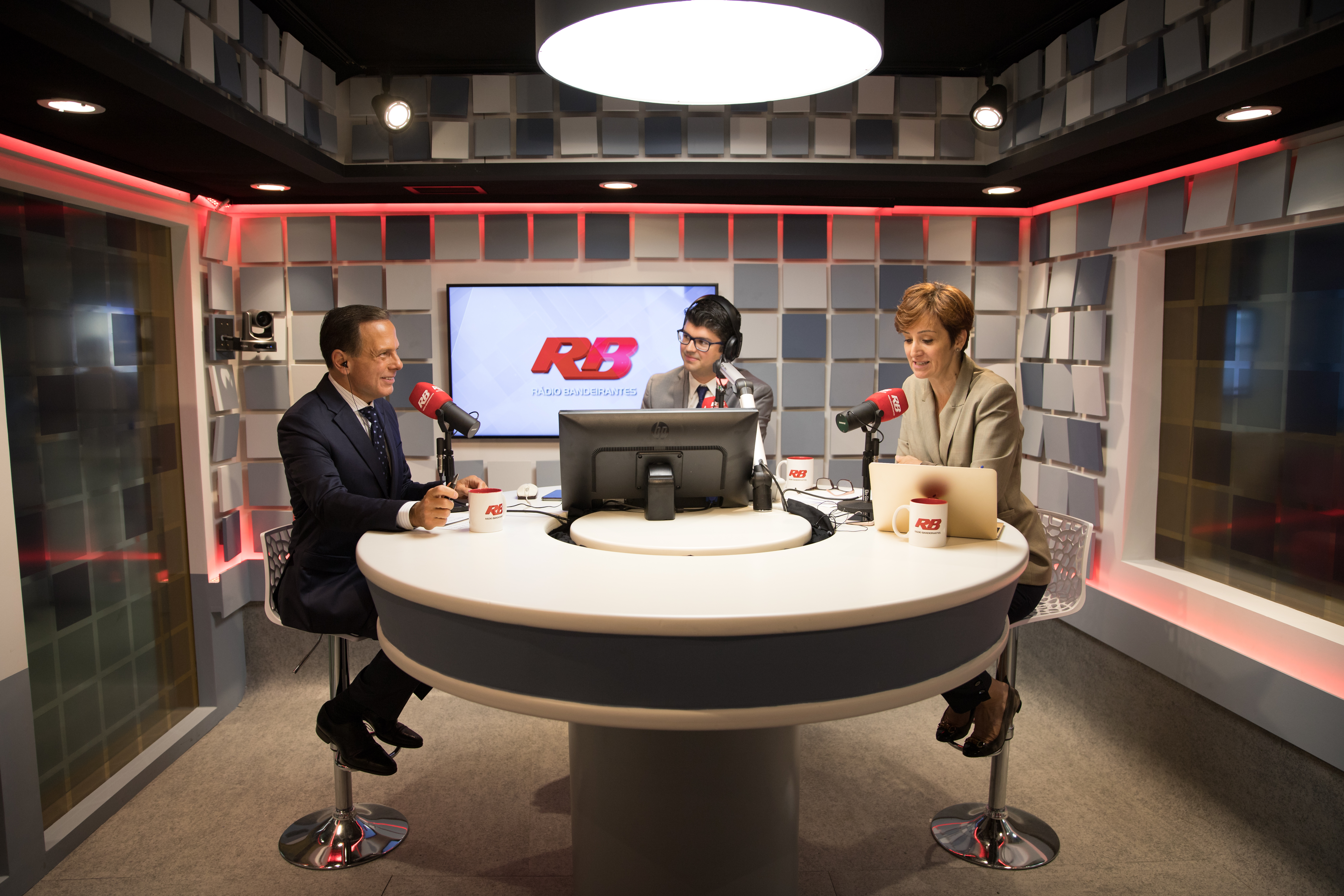
Estúdio do Jornal Gente, da Rádio Bandeirantes, em 2019. Na ocasião, o então governador de São Paulo, João Doria, é entrevistado pelos jornalistas Thais Herédia e Fábio Campos

Nos anos 1940, a cobertura esportiva teve início com Ary Silva, Nicolau Tuma, Dárcio Ferreira e posteriormente com Edson Leite, Haroldo Fernandes, Darcy Reis, Fernando Solera, Silvio Luiz e Pedro Luiz Paoliello. Em 1963, Fiori Gigliotti montou o Escrete do Rádio que foi líder de audiência por vários anos seguidos, sendo que nessa época os locutores esnobavam, falando em inglês, referindo-se à Seleção Brasileira de Futebol como "scratch". Aproveitando esse momento, Fiori escalava o Escrete do Rádio.
Em julho de 2022, iniciaram-se as transmissões na banda estendida de FM 86,3 MHz.
Em outubro do mesmo ano, a emissora oscilava entre a terceira e a quarta rádio jornalística mais ouvida de São Paulo, dentre as quatro emissoras jornalísticas da capital paulista. Ela integra a Rede Bandeirantes de Rádio e Televisão – que inclui também a Rede BandNews FM de rádio e o canal por assinatura BandNews TV, ambos dedicados ao jornalismo – de propriedade atualmente do neto de Adhemar de Barros, Johnny Saad que preside o grupo do qual a rádio faz parte.
Em julho de 2024, o Grupo Bandeirantes anunciou que a partir do dia 5 de agosto, as operações em AM 840 kHz seriam encerradas, o que de fato aconteceu às 23h59 do dia 4, durante a exibição do programa Antenados.Com isso, a emissora passou a ser transmitida apenas no dial FM, em 90,9 MHz e na faixa estendida de 86,3 MHz.